# فروزن اوتم
فروزن اوتم (به انگلیسی: The Frozen Autumn) گروهٔ موسیقی دارک ویو ایتالیایی می‌باشد که در مهٔ سال ۱۹۹۳ به‌وجود آمد و مشخصه‌اش تلفیق آواز ملانکولیک و اندوهناک، فضای گوتیک-ویو و الکتروپاپ سبک دههٔ ۱۹۸۰ شناخته می‌شود.